# Rhadinella pilonaorum
Rhadinella pilonaorum — вид змій родини полозових (Colubridae). Мешкає в Гватемалі і Сальвадорі.

## Поширення і екологія
Rhadinella pilonaorum відомі за кількома зразками, зібраними на південному сході Гватемали і в Сальвадорі. Вони живуть в сосново-дубових лісах і сухих тропічних лісах, на висоті від 670 до 1080 м над рівнем моря.

## Збереження
МСОП класифікує стан збереження цього виду як близький до загрозливого. Rhadinella pilonaorum може загрожувати знищення природного середовищ.